# Баландин, Рудольф Константинович
Рудо́льф Константи́нович Бала́ндин (род. 15 августа 1934, Москва) — советский геолог и гидрогеолог, популяризатор науки, писатель. Член Союза писателей СССР.

## Биография
Родился 15 августа 1934 года в Москве, в семье военного.
Учился в МГРИ [когда?].
C 1954 по 1975 годы работал в геологических экспедициях. Работал в экспедициях Кураминской петролого-металлогенической партии (Кураминский хребет).
С 1976 года работал в журналах издательств «Наука», «Молодая гвардия». Член Союза писателей СССР с 1986 года.
Автор многочисленных научно-популярных книг, статей и очерков.
Главные темы его произведений:
- история Земли и жизни
- взаимодействие общества с природой
- судьбы материальной и духовной культуры
- техносфера
- история науки.

Специалист по истории науки, член Комиссии РАН по творческому наследию В. И. Вернадского.
Им были разработаны концепции техносферы, психоэкологии, эволюции и деградации цивилизаций в связи с состоянием природы и духовной культуры.

## Семья
Мать — Арменуи (Арма) Самсоновна, армянка родом из Карабаха, участница Великой Отечественной войны, партийный работник.
- Отец — Вячеслав Арсентьевич Тимофеев, полковник, командир дивизии ИЛ-2 во время Великой Отечественной войны.
- Отчим — Константин Алексеевич Баландин, полковник медицинской службы, участник Великой Отечественной войны.